# チュー・チュー・ホット・フィッシュ
『チュー・チュー・ホット・フィッシュ』 (CHOO CHOO HOT FISH) とはアメリカのロカビリーバンド、ストレイ・キャッツが1992年にリリースしたアルバム。

## 解説
再びプロデューサーにデイヴ・エドモンズを起用したストレイ・キャッツの7thアルバム。「レッツ・ゴー・ファスター」、「クロス・オブ・ラブ」は前作「レッツ・ゴー・ファスター」からの録り直し。

## 収録曲
1. エルヴィス・オン・ヴェルヴェット - Elvis on Velvet
2. クライ・ベイビー - Cry Baby
3. プリーズ・ドント・タッチ - Please Don't Touch
4. スリープ・ウォーク - Sleepwalk
5. ラストゥン・ラヴ - Lust in Love
6. ビューティフル・ブルース - Beautiful Blues
7. クロス・オブ・ラヴ - Cross of Love
8. メンフィスに帰れない - Can't Go Back to Memphis
9. ジェイド・アイドル - Jade Idol
10. マイ・ハート・イズ・ア・ライアー - My Heart Is a Liar
11. レッツ・ゴー・ファスター - Let's Go Faster
12. ミステリー・トレイン - Mystery Train